# Tvååkers IF
Tvååkers IF ist ein schwedischer Fußballverein aus dem südwestschwedischen Tätort Tvååker.

## Geschichte
Der 1920 gegründete Klub spielte lange Zeit nur im unterklassigen Bereich der schwedischen Ligapyamide. Nachdem die Mannschaft 1995 bereits für eine Spielzeit viertklassig gespielt hatte, jedoch direkt wieder abgestiegen war, gelang 2011 die Rückkehr in die vierthöchste Spielklasse Schwedens. War sie 2014 als Vizemeister hinter Eskilsminne IF in ihrer Viertligastaffel noch knapp im Aufstiegsrennen gescheitert, gehörte sie im Folgejahr zu den sechs Meistern der Division 2. In der drittklassigen Division 1 spielte die Mannschaft auf Anhieb gegen den direkten Wiederabstieg und beendete letztlich die Spielzeit 2016 auf dem drittletzten Tabellenplatz und verpasste um einen Punkt den Relegationsplatz, den Mitaufsteiger FC Trollhättan belegte. Wiederum lieferte sich der Klub mit Eskilsminne IF das Rennen um den Aufstieg, als Staffelsieger kehrte die Mannschaft mit zwei Punkten Vorsprung in die Division 1 zurück. In der Drittliga-Spielzeit 2018 verpasste die Mannschaft den Durchmarsch in die zweitklassige Superettan nur knapp, als Tabellendritter fehlten zwei Punkte auf den von Oskarshamns AIK belegten Relegationsplatz.